# 염산초등학교 야월분교
염산초등학교 야월분교는 대한민국 전라남도 영광군 염산면 야월리 300에 있었던 공립 초등학교 분교이다.

## 연혁
- 1951년 10월 26일 염산서국민학교로 개교
- 1996년 3월 1일 염산서초등학교로 개칭
- 2000년 3월 1일 염산초등학교 야월분교장으로 격하
- 2013년 3월 1일 본교로 통폐합